# 土磚 (亞利桑那州)
土磚（英語：Adobe）是位於美國亞利桑那州馬里科帕縣的一個非建制地區。該地的面積和人口皆未知。

## 地理
土磚的座標為33°41′21″N 112°07′22″W / 33.68917°N 112.12278°W，而該地的平均海拔高度為425米（即1394英尺）。